# Justus Christopher Hauswolff (1666–1722)
Justus Christopher Hauswolff, född 2 februari 1666 i Wernigerode, död 7 april 1722, var en svensk präst.

## Biografi
Justus Christopher Hauswolff föddes 1666 i Wernigerode och var son till en lagman. Han blev 1689 amiralitetspredikant i Karlskrona. Hauswolff utnämndes 1689 till kyrkoherde i Karlskrona tyska församling med tillträde 1691. Han erhöll 29 januari 1718 titeln prost. Hauswolff avled 1722.

### Familj
Hauswolff var gift med Margreta Clerck. Hon var dotter till borgmästaren Thomas Clerck och Anna Geyer i Örebro. De fick tillsammans barnen Dorothea Ottiliana Hauswolff, som var gift med kyrkoherden Johan Fredrik Franck i Karlskrona, och kyrkoherden Justus Christopher Hauswolff (1708–1773) i Klara församling i Stockholm.